# 1320년대
1320년대는 1320년부터 1329년까지를 가리킨다.